# Vilaietul Arhipelagului
Vilayetul Arhipelagului (în turcă otomană ولايت جزائر بحر سفيد, Vilâyet-i Cezair-i Bahr-i Sefid, lit. „Vilaietul Insulelor Mării Mediterane”) a fost o diviziune administrativă de prim nivel (vilaiet) a Imperiului Otoman, existentă din 1867 până în 1912–1913, cuprinzând, la extinderea sa maximă, insulele otomane din Marea Egee, Ciprul și Strâmtoarea Dardanele.
La începutul secolului al XX-lea avea o suprafață de 12.850 km² în timp ce rezultatele preliminare ale primului recensământ otoman din 1885 (publicat în 1908) indicau o populație de 325.866 de locuitori. Acuratețea cifrelor privind populația variază de la „aproximative” la „simple presupuneri”, în funcție de regiunea din care au fost culese.

## Istorie
A fost înființat în 1867 ca succesor al „Eyaletului Arhipelagului⁠(d)”, care fusese înființat în 1533. Până în 1876-1877, când a fost transferat la vilayetul Constantinopol, sangeacul Biga⁠(d) a fost sangeacul de reședință, cu sediul guvernatorului la Kale-i Sultaniye, în timp ce celelalte sangeacuri erau Rodos⁠(d), Midilli (Lesbos), Sakiz (Chios)⁠(d), Limni (Lemnos) și Kıbrıs (Cipru).
Cipru⁠(d), care fusese condus ca un mutasarrifat⁠(d) independent sub jurisdicția directă a Porții încă din 1861, a fost inclus în vilaiet în aprilie 1868, doar pentru a fi din nou transformat în mutasarrifat separat după 1870. În 1878, Cipru a intrat sub stăpânire britanică⁠(d). După separarea sangeacului Biga, sangeacul pașalei a devenit Rodos, apoi Chios în 1880 și apoi din nou Rodos în 1888.

Vilaietul Arhipelagului (1881): limite și componență etnică

Insulele Dodecaneze au fost ocupate de Italia în timpul Războiului Italo-Turc din 1911–1912, restul insulelor din estul Mării Egee au fost cucerite de Grecia în timpul Primului Război Balcanic (1912–13), ceea ce a dus la dizolvarea vilaietului. Dintre insulele din Marea Egee, Imbros și Tenedos⁠(d) au revenit în cele din urmă sub stăpânire turcească conform tratatului de la Lausanne (1923), în timp ce Dodecanezul a trecut în posesia Greciei⁠(d) după al Doilea Război Mondial.

## Diviziuni administrative

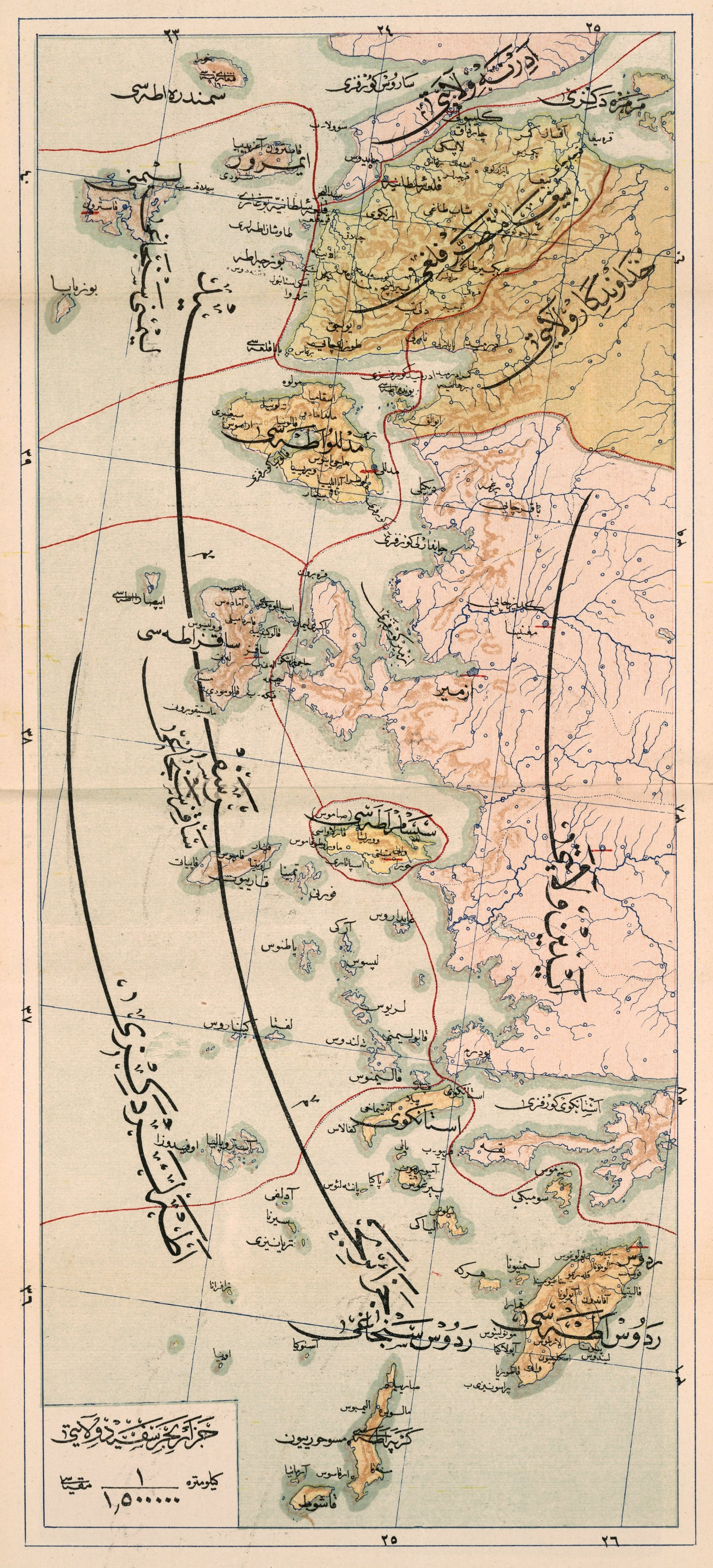
Harta subdiviziunilor vilaietului Arhipelagului în 1907

Sangeacuri până în 1876:
1. Sangeacul Biga⁠(d)
2. Sangeacul Rodos⁠(d)
3. Sangeacul Midilli
4. Sangeacul Sakiz⁠(d)
5. Sangeacul Lemnos
6. Sangeacul Cipru⁠(d)